# Hidrônimo

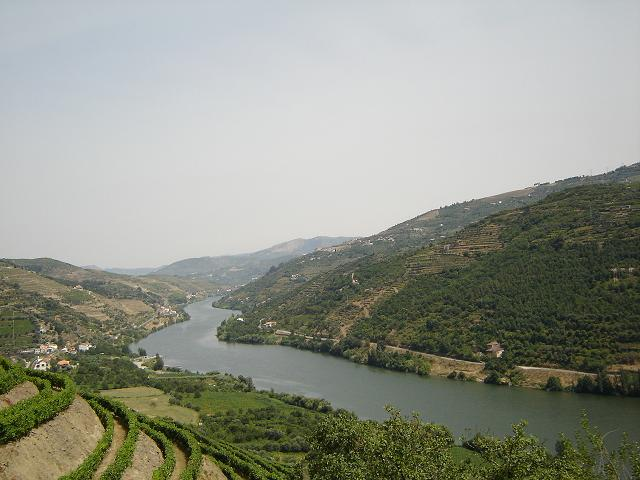
Rio Douro - Portugal

Um hidrônimo(pt-BR) ou hidrónimo(pt-PT?) é um topônimo que se refere a um rio ou a um curso de água. Mais precisamente, é o nome próprio de um rio, e como tal é objeto de estudo da toponímia, uma divisão da onomástica .
Eles podem ser classificados de várias maneiras,como :
- pela estrutura de formação: EX.: Rio Guadiana→ uádi = rio em árabe + anas ("dos patos", em latim) = rio dos patos. É comum o nome ser formado pelo termo equivalente nos vários idiomas que foram falados em uma região.
- por transformação: de um termo antigo: Ana = rio → ann → Dan →Rio Dão, também temos Ana = rio → ann → omm → Rio Homem.
- por uso de nomes nativos: Rio Paraná (tupi).
- por batismo com hagiônimos: Rio São Francisco.
- por batismo com termos da mitologia greco-romana: Rio Amazonas

## Exemplos

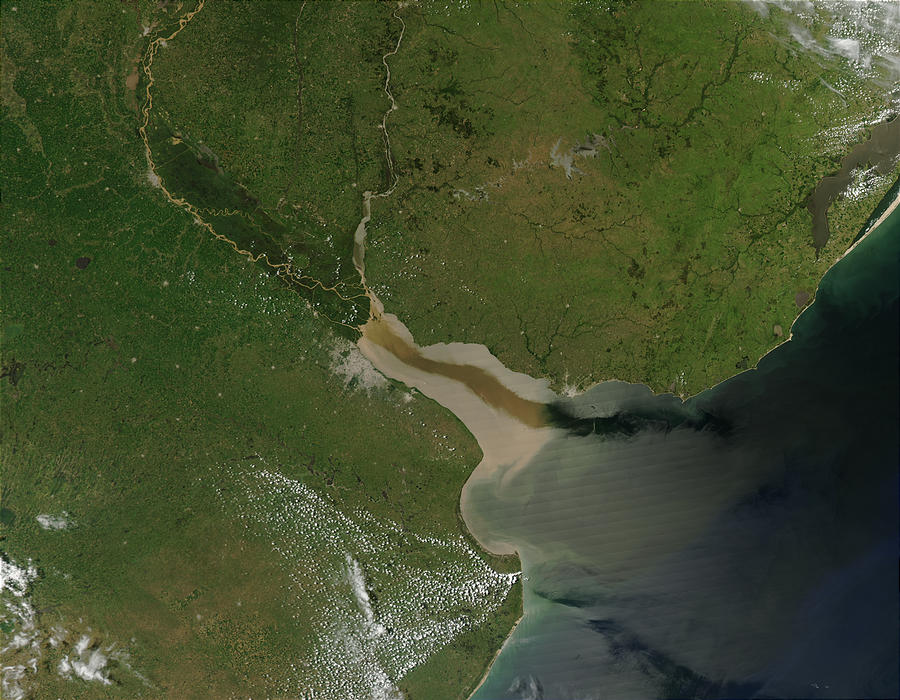
Rio da Prata - Argentina

### Ásia
- Huang He: Chinês "rio amarelo"
- Sefid-rud: Persa: "rio branco"
- Shat-el-Arab: Persa: "rio rápido".

### Europa
- Dão:  Celta  ( deusa Ana)
- Tâmisa ou Tamisa: pelo latim, "Tamesis" do bretão "rio escuro"

### América do Norte
- Colorado: do espanhol "colorido".
- Hudson: Em homenagem à Henry Hudson , navegante inglês.
- Mississippi:  Ojibwe, dialeto algonquino misi-ziibi, "rio grande"

### América do Sul
- Rio Amazonas: Mitologia grega
- Paraná: tupi "rio grande como o mar "
- Rio da Prata: Espanhol "rio prateado"